# Алоїз Гаас (хімік)
Алоїз Гаас (нім. Alois Haas; 3 січня 1932, Чернівці — 31 березня 2023) — німецький хімік-неорганік, іноземний член НАН України (1994).

## Життєпис
1940 року переїхав із батьками до Німеччини.
Освіта:
- диплом у хімічній інженерії, Державна інженерна школа Ессена (1955),
- доктор природничих наук — Технологічний університет в Аахені (науковий керівник Мартін Шмайссер) (1960),
- доктор філософії — Кембриджський університет (1962),
- габілітація — Університет Геттінгена (1965) (науковий керівник Оскар Глемсер).

Від 1965 року — доцент, від 1968 року — професор Геттінгенського університету. Від 1969 року — професор Рурського університету (Бохум), до емеритування (1997) — завідувач кафедрою неорганічної хімії.
Галузь наукових інтересів — хімія перфторорганічних елементів (перфторгалогенні сполуки; хімія елементів основних груп; хімія фтору; халькоген-азотні гетероцикли).
Почесний професор Університету Тунцзі в Шанхаї (1984), почесний доктор Ягеллонського університету в Кракові (1989), іноземний член Інституту дослідження вугілля імені Макса Планка в Мюльгаймі, почесний доктор Західного університету Тімішоари (13.10.1998) та Новосибірського інституту органічної хімії СВ РАН (30.11.1998). Член Королівського хімічного товариства та Американського хімічного товариства.
Іноземний член НАН України (1994).

## Твори
- Gmelin Handbook of Inorganic and Organometallic Chemistry — 8th Edition Element F F. Fluor. Fluorine (System-NR. 5) Ergdnzungsband 1-9 Perfluorhalogen. Dieter Koschel, Alois Haas, Edgar Rudolph, et al. 1981. Springer. 223 Pages.
- Herrmann Berwe, Alois Haas: Thiastannacyclohexane (R2SnS)3 und -adamantane (RSn)4S6 Synthesen, Eigenschaften und Strukturen. In: Chemische Berichte. Bd. 120, 1987, S. 1175—1182
- Michael R. C. Gerstenberger, Alois Haas: Fluorierungsmethoden in der Organischen Chemie. In: Angewandte Chemie. Bd. 93, 1981, S. 659—680
- F Perfluorohalogenoorgano Compounds of Main Group Elements: … Alois Haas, Dieter Koschel, Ulrich Niemann • 2013
- Towards perfunctionalized dodecahedranes--en route to C20 fullerene. Fabian Wahl 1, Andreas Weiler, Peter Landenberger, Emmerich Sackers, Torsten Voss, Alois Haas, Max Lieb, Dieter Hunkler, Jürgen Wörth, Lothar Knothe, Horst Prinzbach. Chemistry. 2006 Aug 16;12(24).